# Roger Gautier
Roger Gautier (11. juli 1922 - 25. maj 2011) var en fransk roer.
Gautier vandt ved OL 1952 i Helsinki en sølvmedalje i firer uden styrmand, hvor Pierre Blondiaux, Jean-Jacques Guissart og Marc Bouissou udgjorde resten af besætningen. I finalen blev franskmændene besejret af den jugoslaviske båd, mens Finland fik bronze. Det var det eneste OL han deltog i.
Gautier vandt desuden en EM-bronzemedalje i otter i 1953.

## OL-medaljer
- 1952:  Sølv i firer uden styrmand